# Carl Straat
Das Tauchglockenschiff Carl Straat wurde 1963 für fast 8,5 Millionen DM von der Orenstein-Koppel und Lübecker Maschinenbau AG für die Wasser- und Schifffahrtsdirektion West in Münster gebaut. Namensgeber war der erste Präsident der ehemaligen Wasser- und Schiffahrtsdirektion Duisburg, Carl Straat, der die Behörde von 1946 bis 1953 leitete.

## Technische Daten

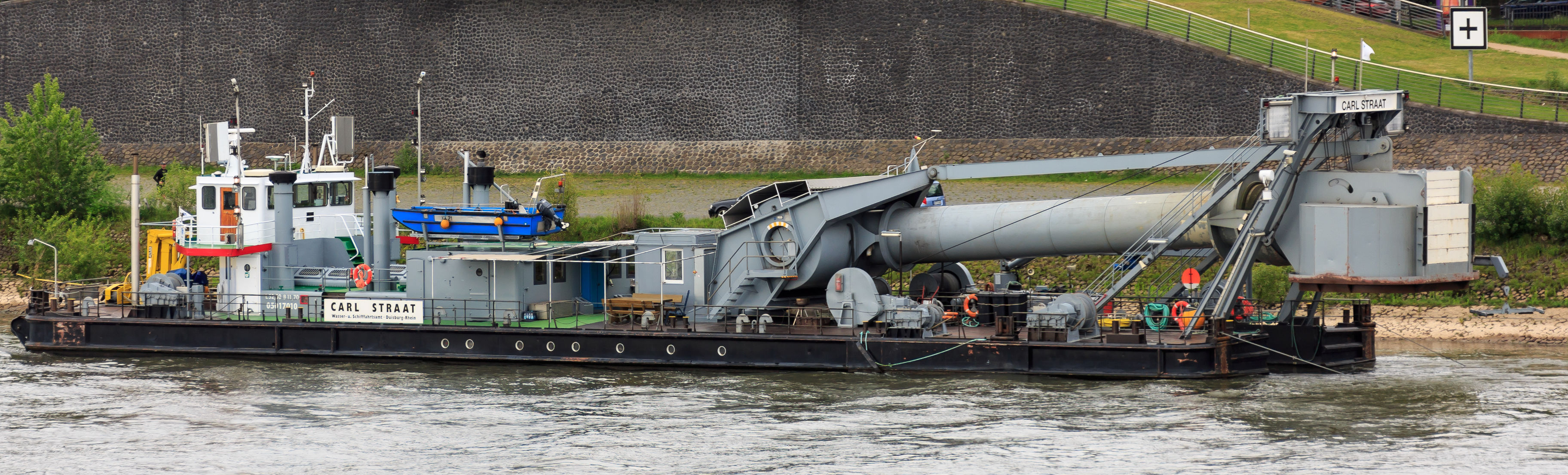
Tauchglocke gehoben

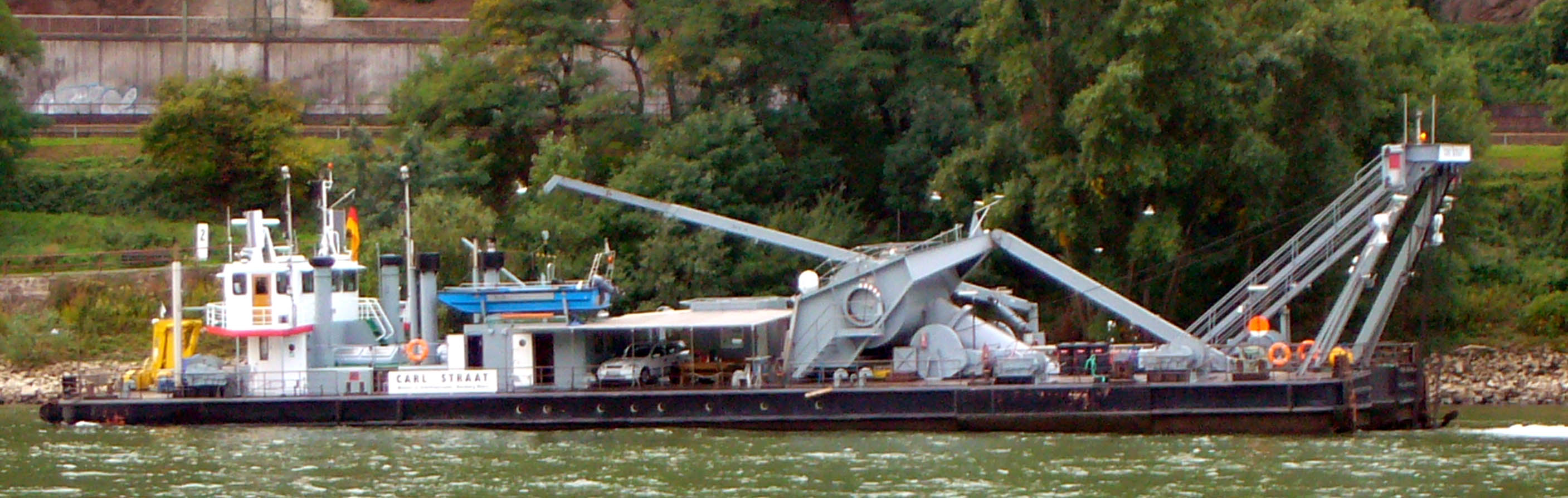
Tauchglocke abgesenkt

Der Steuerstand und die Unterkünfte für die Besatzung befinden sich auf dem Vorschiff. Achtern ist die Vorrichtung zum Heben und Senken der Tauchglocke. Diese hat die Abmessungen 4,0 × 6,0 × 2,5 Meter und ist über ein Rohr von 2 Metern Durchmesser und Druckschleusen zugänglich. Mit einem Bordkran auf dem geteilten Achterschiff wird die Tauchglocke bewegt. Durch eine Parallelogrammführung wird die Glocke in jeder Position waagerecht gehalten und kann bis zu 10 Meter unter die Wasserlinie abgesenkt werden. Die Treppe im Inneren des Rohres wird genauso geführt. Die Glocke hat eine Tragfähigkeit von 15 Tonnen.

## Besatzung
An Bord der Carl Straat sind ein Einsatzleiter, ein Schiffsführer, ein Maschinist und vier Matrosen, von denen einer auch als Motorenwart und einer als Kochmatrose arbeitet. Ein weiterer Matrose ist Schleusenwärter und für die Druckluftversorgung zuständig. Für die Arbeit in Druckräumen müssen alle Besatzungsmitglieder eine besondere ärztliche Prüfung nachweisen (G 31, Anwendungsbereich: Arbeiten in Druckluft mit einem Überdruck von mehr als 0,1 bar).

## Aufgaben und Einsatzgebiet
Da im Inneren der Tauchglocke ein Überdruck herrscht, lassen sich in der Glocke folgende Arbeiten auf der Flusssohle durchführen:
- Suchen und Bergen von Hindernissen, darunter Container, die bei einer Havarie ins Wasser fielen
- Entnahme von Bodenproben
- Bauwerksprüfung an Schleusen und Wehren
- Kontrolle der Verankerung von Fahrwassertonnen, gegebenenfalls das Setzen neuer Tonnen

Da die Glocke am Heck des Schiffes angebracht ist, sind auch ufernahe Grundbegehungen möglich.
Einsatzgebiet sind grundsätzlich alle Binnenwasserstraßen, die über entsprechend große Schleusen erreichbar sind, in erster Linie wird das Schiff aber auf dem Rhein zwischen Emmerich und Iffezheim und auf der Mosel von Koblenz bis Trier eingesetzt.

## Ersatz, Außerdienststellung und Denkmalschutz
Ende November 2018 gab die Generaldirektion Wasserstraßen und Schifffahrt bekannt, dass ein Ersatz für das Schiff bei der Damen Shipyards Group in Auftrag gegeben worden ist. Die Archimedes wurde im September 2021 in Dienst gestellt. Die Carl Straat wurde danach außer Dienst und unter Denkmalschutz gestellt. Ein Gutachter bescheinigte dem Schiff und seiner Technik eine „enorme Vorbildwirkung“.

## Fernsehauftritte
Die Carl Straat kommt in der Folge Verspätung der Serie MS Franziska vor, wobei der Tauchgang ausführlich gezeigt wird. Einen weiteren Auftritt hatte das Schiff im Tatort: Hauch des Todes (2010).
In der Dokumentation Der Rhein von oben: 2. Der grüne Rhein von Florian Huber ist ebenfalls das Tauchschiff in Aktion zu sehen.